# Italian Resuscitation Council

Logo della Italian Resuscitation Council

L'Italian Resuscitation Council (IRC), ovvero Gruppo Italiano per la Rianimazione, è un'associazione di  medici e infermieri attivamente impegnati nel settore della rianimazione cardiopolmonare (RCP) intra- ed extraospedaliera.
L'associazione è nata nell'ottobre del 1994, con lo scopo primario di diffondere la cultura e promuovere l'organizzazione della rianimazione cardiopolmonare in Italia. La sua attività si integra con quella di analoghe associazioni italiane e straniere e, in particolare, con quella dell'European Resuscitation Council.
Nel corso del 2007 l'associazione ha superato i 6600 soci.

## Scopi e operato
L'associazione intende:
1. diffondere su tutto il territorio italiano le linee guida, già accettate a livello internazionale, per la pratica della RCP;
2. partecipare al processo di aggiornamento critico di tali linee guida in tutte le sedi nazionali ed internazionali;
3. promuovere attività di verifica e controllo della qualità delle pratiche rianimatorie, al fine di giungere alla standardizzazione delle procedure e delle modalità di documentazione degli interventi rianimatori, rendendo possibile, in tal modo, la raccolta e l'elaborazione di dati statistici;
4. elaborare e/o adattare alla realtà nazionale programmi di addestramento alla rianimazione destinati a tutti i potenziali utenti (dal semplice cittadino alle figure professionali sanitarie), procedendo, d'intesa con le organizzazioni scientifiche internazionalmente riconosciute, all'accredito degli operatori e delle istituzioni che operano nel settore della formazione in RCP;
5. promuovere e coordinare attività di ricerca;
6. promuovere e diffondere la formazione di una coscienza pubblica, sensibilizzando l'attenzione del mondo scientifico e istituzionale e dei sistemi di informazione alla pratica della RCP e ai problemi ad essa connessi.

Dal momento che la formazione degli operatori sanitari, degli operatori impegnati istituzionalmente nelle emergenze non sanitarie e della popolazione in generale è considerata come uno strumento di fondamentale importanza, IRC ha sviluppato una rete di formatori e, attraverso la collaborazione con il partner europeo ERC, opera per diffondere in Italia le linee guida europee, tramite un insieme di corsi che vengono specificamente certificati con il doppio logo IRC–ERC.